# Plafondplaten

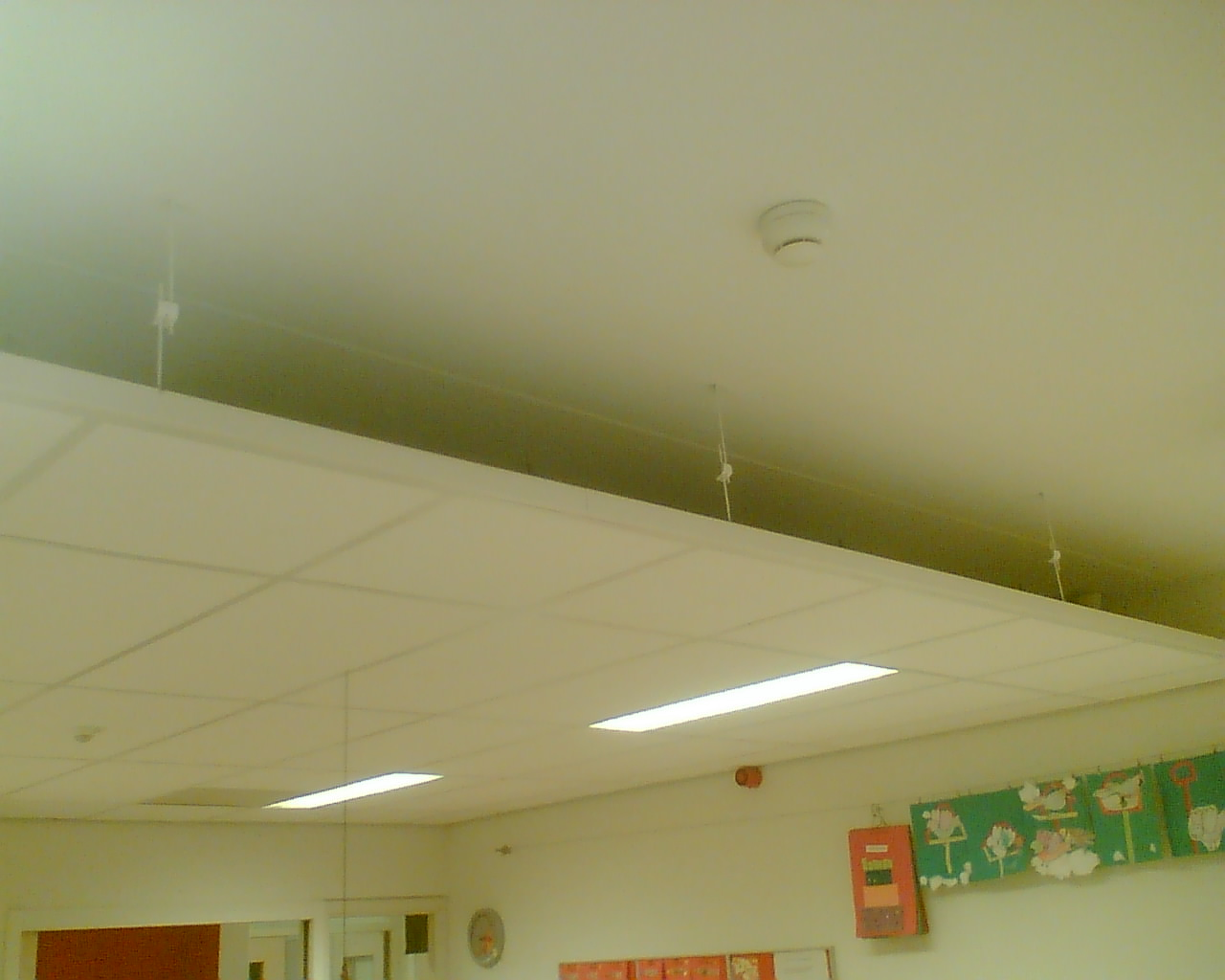
Systeemplafond opgebouwd uit plafondtegels

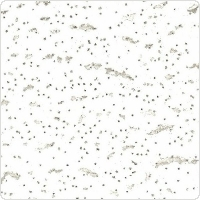
hardmineraal tegel

Plafondplaten zijn producten die worden gebruikt in systeemplafonds. Door het toepassen van plafondtegels kan men de eigenschappen van het plafond verbeteren.

## Uiterlijk en afmetingen
Op de Nederlandse markt zijn er twee verschillende maten verkrijgbaar 
- 60 x 120 cm;
- 60 x 60 cm.

Er zijn wel andere afwijkende maten verkrijgbaar maar deze komen zeer zeldzaam voor.

Er bestaan twee typen randafwerking:
- inlegplaat, hierbij ligt de plaat gelijk met het plafondprofiel of iets hoger;
- doorzakplaat hierbij ligt de plafondplaat een paar millimeter lager dan het plafondprofiel.

## Materiaalgebruik
Materialen die worden gebruikt voor plafondtegels zijn o.a:
- hardmineraal: Hierbij worden de grondstoffen papier en perliet gebruikt om de basisplaten te maken. Deze platen zijn uitermate geschikt voor het reduceren van overlangsgeluid, maar minder geschikt voor het reduceren van nagalm in een ruimte.
- zachtmineraal: Hierbij worden de grondstof gemalen steen (steenwol) gebruikt om de basisplaten te maken. Zachtmineraal platen zijn door hun open basisstructuur in staat de geluidsenergie in een ruimte op te nemen. Dit is positief voor het reduceren van de nagalmtijd in een ruimte. Deze platen worden daarom veel toegepast in kantoren.

## Functies en voordelen van een systeemplafond
- esthetiek;
- akoestiek;
- geluidsisolatie
Er zijn twee aspecten bij geluidsisolatie namelijk;
  - nagalm / Galmreductie;
  - overlangsgeluid;
- lichtreflectie;
- bereikbaar blijven van techniek boven het plafond.